# Johan Holmqvist
Pour les articles homonymes, voir Holmqvist.
Johan Holmqvist (né le 24 mai 1978 à Tierp en Suède) est un joueur professionnel de hockey sur glace. Il évolue en tant que gardien de but et joue pour le Lightning de Tampa Bay de la Ligue nationale de hockey.

## Carrière

### En club
Il commence sa carrière dans le championnat Élite de son pays en jouant pour l'équipe de Brynäs IF en 1996 alors qu'auparavant il jouait pour l'équipe de sa ville natale Tierp Hockey.
En 1997, lors du repêchage d'entrée dans la Ligue nationale de hockey il est choisi en tant que septième choix des Rangers de New York (175e au total). Entre 2000 et 2003, il ne joue que trois matchs pour les Rangers et passe le plus clair de son temps dans la Ligue américaine de hockey avec les Wolf Pack de Hartford, équipe affiliée à la franchise des Rangers. Le 11 mars 2003, il rejoint le Wild du Minnesota en retour de Lawrence Nycholat et encore une fois ne joue pas dans la LNH. Au sein des Aeros de Houston, il remporte en 2002-03 la Coupe Calder jouant 23 matchs des séries éliminatoires. Il gagne également le trophée Jack-A.-Butterfield du joueur le plus utile des séries.
Pour la saison 2004-05, il décide de retourner jouer dans son pays avec l'équipe Brynäs IF. Il reste deux saisons dans son club te remporte le trophée Honkens, trophée du meilleur gardien, lors de la seconde saison. Il traverse une nouvelle fois l'Atlantique le 1er juillet 2006 et signe avec le Lightning de Tampa Bay qui cherche un remplaçant à Nikolai Khabibulin. Il est en concurrence avec Marc Denis pour le poste de titulaire mais très rapidement Johan Holmqvist s'avère être un choix plus sûr pour l'équipe.
le 26 février 2008, il est échangé avec Brad Richards aux Stars de Dallas.

### En équipe nationale
Johan Holmqvist représente l'équipe de Suède depuis 1995 avec des sélections en équipe junior. En 2005, il représente pour la première fois son pays lors du championnat du monde alors que l'équipe finit à la quatrième place. L'année suivante, il remporte la médaille d'or avec la Suède et finit même meilleur gardien du tournoi.